# Арме, Сандер
Сандер Арме (нидерл. Sander Armée, род. 10 декабря 1985 в Лёвене, Бельгия) — бельгийский профессиональный шоссейный велогонщик, выступающий за команду мирового тура «Lotto Soudal». Победитель этапа на Вуэльте Испании 2017.

## Карьера

### Детство и любительская карьера
Родился в городе Лёвен. В детстве занимался верховой ездой и легкой атлетикой. В 12 лет начал основательно заниматься ездой на роликах, вступив со своей сестрой в клуб RSC Heverlee. В 2000 году стал чемпионом Бельгии среди юниоров и потом повторил это достижение еще 14 раз. В 2002 году занял первое место на чемпионате Европы среди юниоров в марафоне, а также выиграл ряд международных соревнований. Тренировки включали езду на шоссейном велосипеде и в 2002 он присоединяется к велоклубу Toekomstvrienden Baal, начав параллельно с ездой на роликах выступать на велогонках. В 2003 году одержал победу на юниорской версии французской многодневной гонки Этуаль де Бессеж. В 2006 году полностью переключаться на шоссейный велоспорт, начав выступления за команду Hand in Hand Baal. В 2007 году был принят в бельгийскую континентальную команду «Profel Ziegler Continental», получившей через год лицензию проконтинентальной. 

### Профессиональная карьера
В 2010 году Арме подписал свой первый профессиональный контракт с бельгийской проконтинентальной командой «Topsport Vlaanderen-Mercator» за которую выступал четыре года, но не одержал побед. 
В 2014 году заключил контракт с командой категории UCI ProTour «Lotto-Belisol».
В 2016 году стал победителем горной классификации гонки мирового тура «Тур Романдии», а через год повторил данное достижение.
В 2017 году Арме выиграл этап 18 на Вуэльте Испании. Он отобрался в многочисленный отрыв дня, который сформировался через 58 км после старта и набрал значительное преимущество над пелотоном, который отпустил неопасных в общем зачете беглецов. На предпоследнем подъёме этапа Кольяда-де-ла-Ос Арме остался впереди вместе с Марком Солером (Movistar Team), Алексисом Гужаром (AG2R La Mondiale), которых добрали Жулиан Алафилипп (Quick-Step Floors) и Алексей Луценко (Astana Pro Team). На финальном подъёме Альто-де-Санто-Торибьо-де-Льебана впереди остались Арме и Луценко. Арме за 500 м до финиша ускорился и уехал от казахстанского гонщика «Астаны», опередив его на финише на 31 секунду и одержав первую в карьере победу на гранд-туре. 
 Также бельгиец завоевал бойцовскую премию по итогам этапа 15.

## Достижения
2009
1-й Каттекурс
1-й Флеш Арденнаиз
1-й — Этапы 4 и 7 Тур Бретани
3-й Зеллик — Галмарден
2013
3-й Омлоп ван хет Васланд
2015
1-й Хейстсе Пейл
2016
Тур Романдии
1-й  Горная классификация
2017
Вуэльта Испании
1-й Этап 18
 Бойцовская премия на Этапе 15
1-й  Горная классификация Тур Романдии
2-й Четыре дня Дюнкерка

## Статистика выступлений

### Гранд-туры
| Гонка           | 2014 | 2015 | 2016 | 2017 | 2018 | 2019 |
| --------------- | ---- | ---- | ---- | ---- | ---- | ---- |
| Джиро д'Италия  | 47   | 65   | —    | —    | 57   | —    |
| Тур де Франс    | —    | —    | —    | —    | —    | —    |
| Вуэльта Испании | 103  | —    | 90   | 19   | 73   | 73   |

| — | Не участвовал |